# Кеті Саріф
Кеті Саріф (англ. Katie Sarife) — американська актриса. Найбільш відома своєю роллю Даніели Ріос у надприродному фільмі жахів 2019 року «Аннабель повертається додому».

## Кар'єра
З'явилася в епізоді Fan Fiction телесеріалу Надприродне і в Молодість і наслідки. Також зіграла Соледад Фуентес у драмі NBC 2015 року «Прокляття жінок Фуентес» з Аданом Канто та Крістіною Відаль у головних ролях. У 2019 році вона знялася в ролі Даніели Ріос у надприродному фільмі жахів «Аннабель повертається додому» режисера Гері Добермана.
| Рік      | Назва                        | Роль           | Примітки                                                                                          |
| -------- | ---------------------------- | -------------- | ------------------------------------------------------------------------------------------------- |
| 2011 рік | Підлітковий дух              | Селена         | телефільм                                                                                         |
| 2012 рік | Авелеве поле                 | Кортні         | плівка                                                                                            |
| 2012 рік | Схематичний                  |                | Епізод: "MTV Presents: Weekend at Bernie's"                                                       |
| 2012 рік | Зомбі та вболівальники       | Еліза          | телефільм                                                                                         |
| 2014 рік | Надприродне                  | Марі           | Епізод: "Fan Fiction"                                                                             |
| 2015 рік | Клівлендське викрадення      | Джина Де Хезус | телефільм                                                                                         |
| 2016 рік | Дівчина зустрічає світ       | Марлі Еванс    | Епізоди: «Дівчина зустрічає старшу школу: частина 1», «Дівчина зустрічає старшу школу: частина 2» |
| 2016 рік | Twisted Sisters              | Марія          | телефільм                                                                                         |
| 2018 рік | Молодість і наслідки         | Сара Херлі     | 8 серій                                                                                           |
| 2019 рік | Аннабель повертається додому | Даніела Ріос   |                                                                                                   |
| 2022 рік | Така холодна річка           | Келлін Кейдж   |                                                                                                   |
| TBA      | Проект Нана                  | Лінда Дженкінс | Пост-продакшн                                                                                     |